# Прапор Великопольського воєводства
На прапорі Великопольського воєводства зображений традиційний білий, золото прикрашений орел Великої Польщі на червоному тлі, з білим наконечником. Орел походить від особистої печатки короля 13-го століття Перемисла II.
Співвідношення сторін 5:11, червона область квадратна.  